# Barrio Don Orione (Almirante Brown)
Don Orione  es un barrio argentino ubicado en la localidad de San Francisco de Asís, partido de Almirante Brown, provincia de Buenos Aires.
El complejo habitacional «Don Orione» es una construcción de monoblocks de tres y cuatro pisos, además de los chalet del plan Eva Perón que están ubicados en el centro del complejo. Son 56 manzanas más los barrios que lo circundan y tienen salida a la Ruta Provincial 4 (Buenos Aires) a través de él. 
La construcción de 4300 viviendas comenzó unos meses antes de la destitución de María Estela Martínez de Perón en el año 1976, por la Comisión Municipal de la Vivienda de la ciudad de Buenos Aires. Luego, bajo la gestión del intendente de la dictadura militar Osvaldo Cacciatore con fondos del FONAVI adquirió a la Obra de la Divina Providencia que rodea al Pequeño Cottolengo de Don Orione, 187 hectáreas de terreno. Se licitó la obra y proyecto,  que fue adjudicada a la constructora IMPRESIT SIDECO del Grupo Macri.
Cabe señalar que al proyecto inicial, se fueron añadiendo viviendas bajo distintas modalidades y de diferentes entes administradores como lo es el Instituto de la Vivienda de la provincia de Buenos Aires, totalizando más de 8000 unidades, convirtiéndose en una de las zonas más densamente pobladas del conurbano bonaerense.

## Geografía

### Población
El barrio Don Orione contaba con 42 391 habitantes (Indec, 2001) habitantes en el último censo nacional.
El barrio Don Orione cuenta con 43 294 habitantes (INDEC 2010).

### "Festival del Día del Niño"
Desde 1993, la Iglesia Cristo Para Todos, de Adrogué realiza en el barrio un mega festival del Día del Niño que este año cumplirá 30 ediciones. 

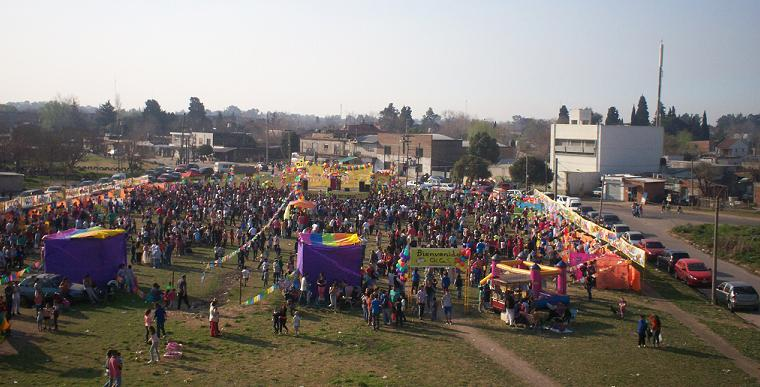
Imagen aérea del XXI Festival del Día del Niño en Don Orione, 17 de agosto de 2014

 Cada tercer domingo de agosto Don Orione vive una gran fiesta para la niñez y las familias, con una asistencia de entre 4000 y 4500 personas, súper héroes y princesas, 30 juegos en postas, un gran escenario con shows  y reparto de golosinas totalmente gratis, los “bajitos” disfrutan de un gran festival para ellos. Algo para destacar de este gran evento libre y gratuito es su creatividad y la gran variedad en juegos, disfraces, puesta en escena, y la estructura en el predio, hecha con la colaboración de miembros  de la iglesia, mujeres, hombres, adolescentes y  niños, la celebración es organizada con meses de antelación.  Llegando a este día prácticamente sin descanso, pero con gran satisfacción por la tarea de alegrar a los pequeños. en la vigésimo primera edición, en el año 2014 hubo un acto dónde las autoridades de dicha iglesia agradecieron al municipio que se elevase un proyecto para que la campaña “Todos Contra el Abuso Infantil” fuese declarada de interés y delante de  las 4000 personas presentes el pastor de dicha congregación agradeció a las familias e hizo  hincapié en el cuidado de la niñez recordando las estadísticas que arroja Unicef.

### Invasion del amor de Dios
Desde el año 2018 la iglesia cristiana internacional Sin Límites realiza un movimiento evangelístico de milagros, donde hacen apertura con una inmensa caravana en la cual autos, motos y personas a pie realizan un recorrido por las calles de Don Orione, llenando de colores las calles, de alegría y amor. Finalizando cada temporada con una campaña llamada Fiesta de la Familia en la cual asisten más de 4000 personas. Enfocandose este tiempo en que todo Don Orione pueda mejorar su vida apoyándose en Dios.

### Sismicidad
La región responde a las subfallas «del río Paraná», y «del río de la Plata», y a la falla de «Punta del Este», con sismicidad baja; y su última expresión se produjo el 5 de junio de 1888 (136 años), a las 3.20 UTC-3, con una magnitud aproximadamente de 5,0 en la escala de Richter (terremoto del Río de la Plata de 1888).
La Defensa Civil municipal debe advertir sobre escuchar y obedecer acerca de 
Área de
- Tormentas severas, poco periódicas
- Baja sismicidad, con silencio sísmico de 136 años

## Creación de San Francisco de Asís
En 2013 el Concejo Deliberante de Almirante Brown aprobó por unanimidad el proyecto que promueve la creación de la nueva localidad que está integrada por el complejo habitacional Don Orione y barrios aledaños.
La nueva localidad recibió el nombre de San Francisco de Asís y está integrada por el Complejo Habitacional Don Orione y los barrios Libertad, Suterh I y II, Som, Vipermu, El Castillo, El Cerrito, Don Orione Viejo, Martín Fierro, La Ester y Las Latitas.
El 29 de agosto de 2013 fue formalizada su creación en un acto en el Barrio Don Orione. El intendente Darío Giustozzi anunció la construcción de una iglesia y un polideportivo, durante el acto de oficialización y presentación formal de San Francisco de Asís.
Se eligió esta fecha ya que el 29 de agosto de 2000 se recuerda la llegada a Argentina del relicario con el Corazón del Santo Luis Orione, en la inauguración de la ciudad se emplazó la piedra fundamental en el predio –ubicado en Eva Perón y Marechal de Don Orione- donde se construirá la nueva capilla de San Francisco de Asís, además de un centro recreativo y un anfiteatro.